# دونالد لان
دونالد لان (بالإنجليزية: Donald Lan)‏ هو سياسي أمريكي، ولد في 19 ديسمبر 1930. حزبياً، نشط في الحزب الديمقراطي.